# جواز سفر لاتفي
تصدر جوازات سفر لاتفيا لمواطني لاتفيا كإثبات للهوية وأيضا لأغراض السفر الدولية. جواز السفر اللاتفي يعدّ إلزاميا من سن 15 سنة، ولكن يمكن طلب جوازات سفر للأطفال الأصغر سنا إذا لزم الأمر لأغراض السفر. جواز السفر اللاتفي ساري المفعول لمدة 10 سنوات (إذا كان المواطن أصغر من 20 سنة، يكون الجواز صالح لمدة 5 سنوات). كل مواطن لاتفي هو أيضا مواطن في الاتحاد الأوروبي. جواز السفر، بالإضافة بطاقة الهوية الوطنية تسمح بحرية التنقل والإقامة في أي من دولة من الاتحاد الأوروبي والمنطقة الاقتصادية الأوروبية.
جوازات السفر لغير المواطنين (تكون باللون البنفسجي) وتكون صالحة حتى تاريخ انتهاء الصلاحية وليس بمقدورهم تغيير الجواز، الا بعد انتهاء مدة الصلاحية. 

## متطلبات التأشيرة
اعتبارًا من 11 يناير 2022 كان لدى مواطني لاتفيا إمكانية دخول 181 دولة وإقليمًا بدون تأشيرة أو تأشيرة عند الوصول، مما أدى إلى ترتيب جواز السفر اللاتفي في المتربة العاشرة من حيث حرية السفر وفقًا مؤشر هينلي لجوازات السفر.

## المعرض

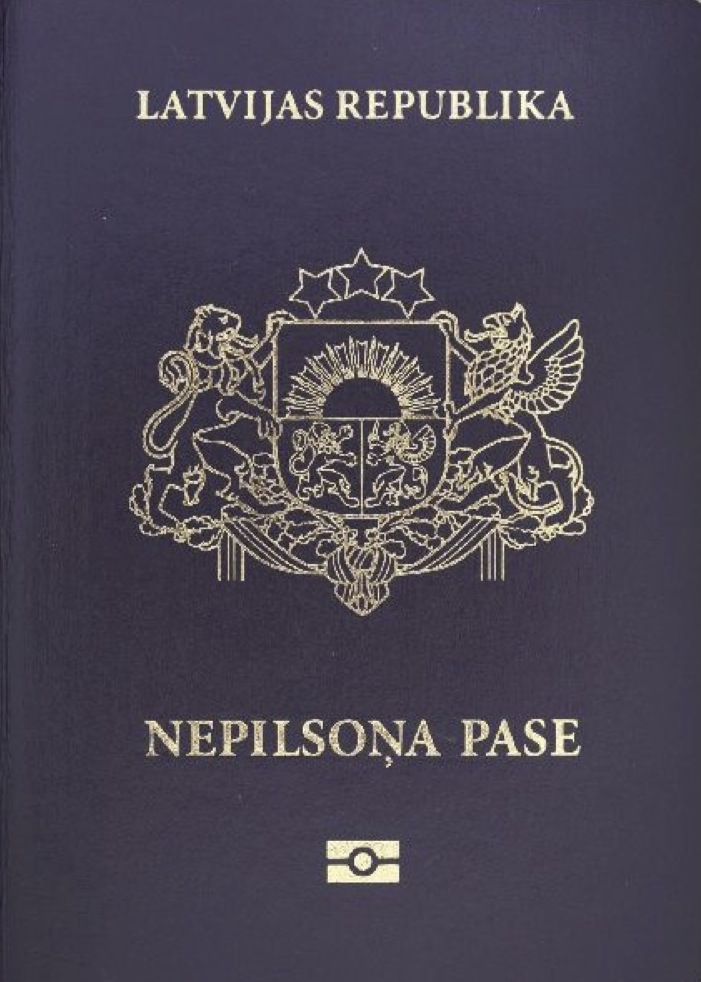
جواز سفر غير مواطن
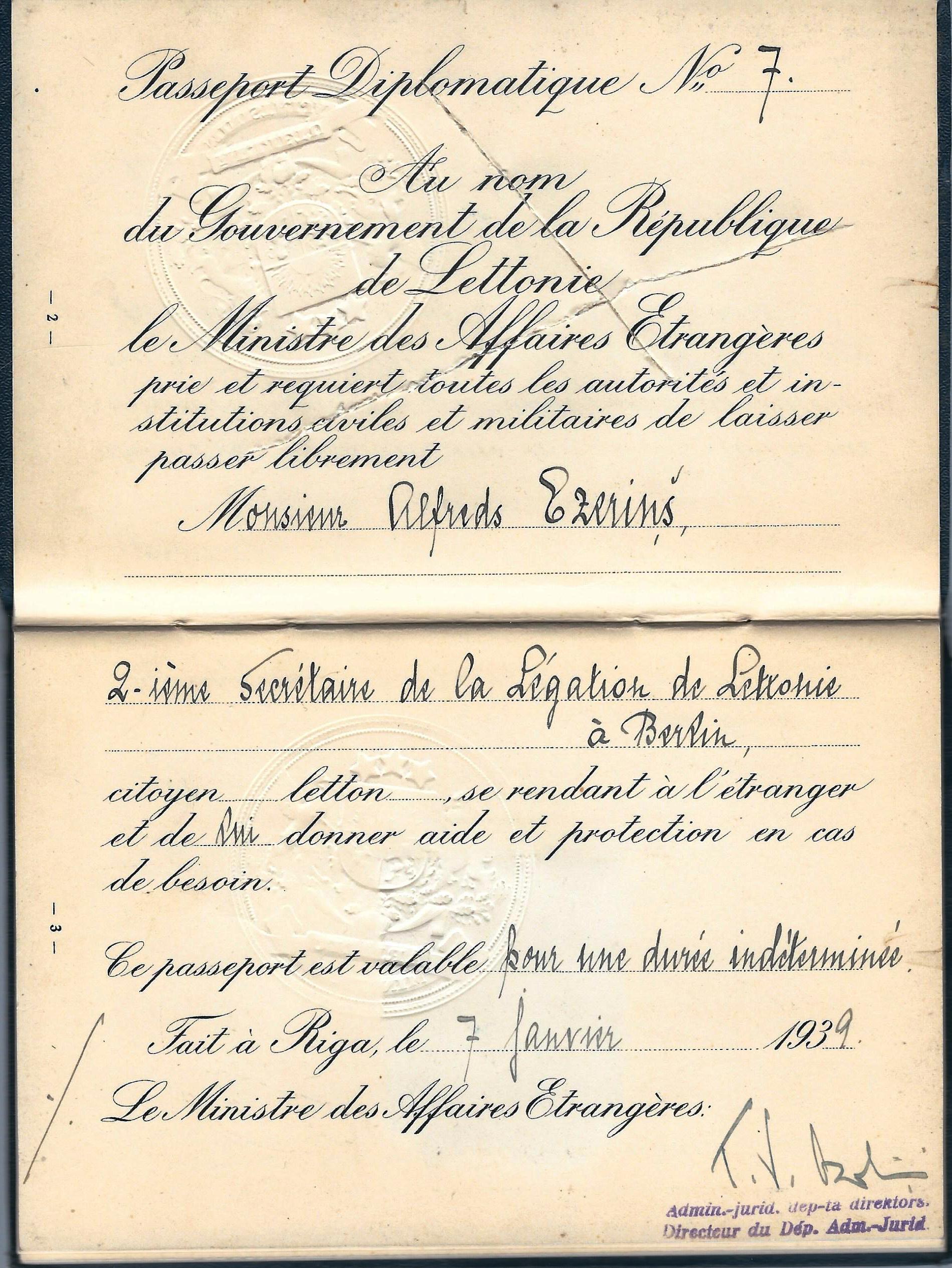
جواز سفر دبلوماسي في عام 1939 يستخدم للخدمة في برلين

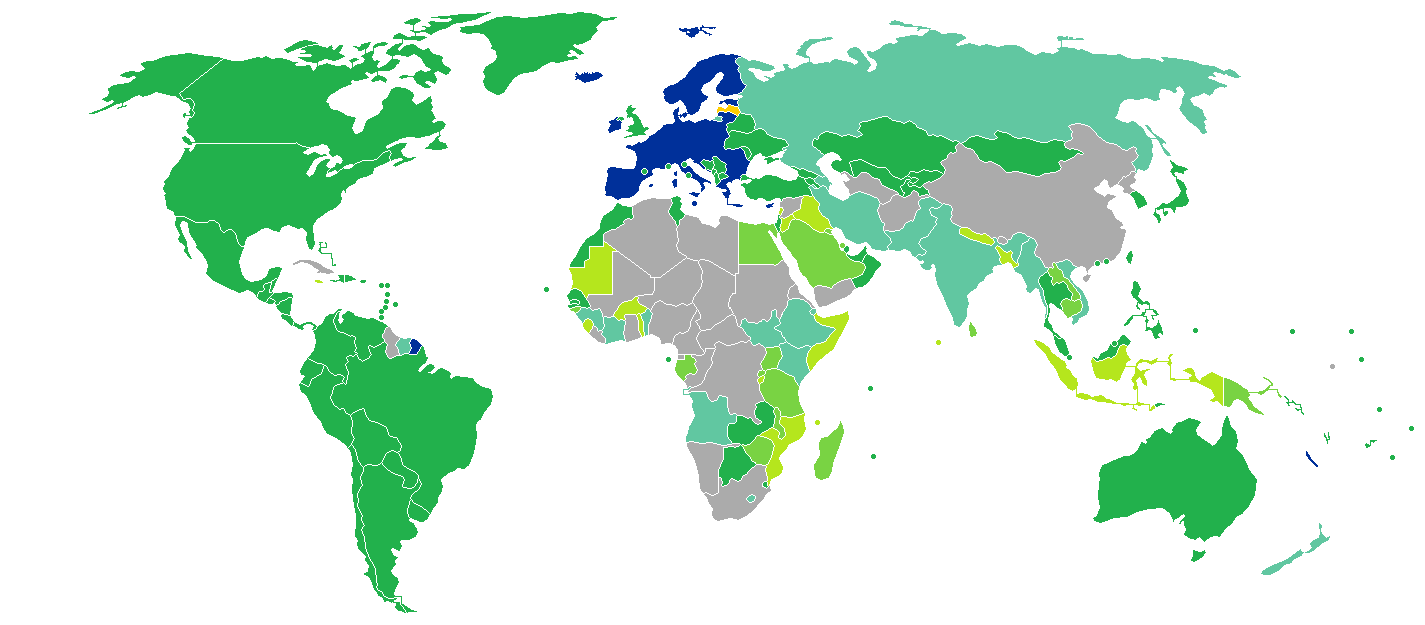
البلدان والأقاليم التي لا تفرض تأشيرة أو تطلب تأشيرة دخول عند الوصول للجهة، لحاملي جواز سفر لاتفي.